# Ester Grönblad
Ester Elisabet Grönblad, född den 1 augusti 1898 i Uppsala, död den 28 maj 1970 i Stockholm, var en svensk forskare och ögonläkare.

## Biografi[3][4][5]
Efter studentexamen i Stockholm 1916 studerade Grönblad medicin vid Karolinska Institutet där hon blev med.lic. år 1925. Hon specialiserade sig på ögonsjukdomar och arbetade vid Serafimerlasarettet 1925–28. Efter studier utomlands vid olika ögonkliniker utomlands öppnade hon en mottagning i Stockholm år 1929. År 1933 disputerade Grönblad på en avhandling om Pseudoxanthoma elasticum som är en ärftlig sjukdom som ger ögon- och blodkärlsförändringar. Enligt en tidigare rådande uppfattning utgjorde dessa förändringar två olika sjukdomar, men Grönblad kom i sin forskning fram till att det rörde sig om en och samma sjukdom. Forskningsarbetet skedde delvis tillsammans med hudläkaren James Strandberg. Denna mycket sällsynta sjukdom har fått namn efter de två läkarna och kallas Grönblad-Strandberg Syndrome.
Grönblad var åren 1930–1943 ögonläkare för Stockholms stads folkskolor. Hon var också engagerad i Katarina församling. Grönblad var bl.a. ledamot av församlingens skolråd 1939–1947 och hon satt även ett antal år i kyrkorådet.
Grönblad var en engagerad hembygdsforskare och intresserade sig särskilt för Furusunds historia. I detta ämne gav hon ut en bok som kom i flera upplagor.